# Velocette

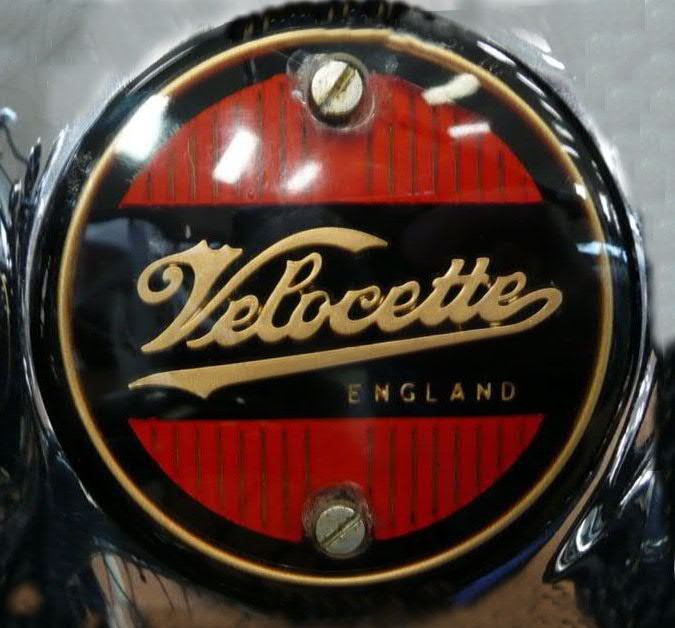
Znak firmowy Velocette

Velocette – brytyjska marka motocykli produkowanych w latach 1904–1971 przez przedsiębiorstwo Veloce Ltd w Hall Green, Birmingham w Anglii. Rodzinne przedsiębiorstwo wytwarzało ręcznie jednoślady znane z solidnego wykonania i wielu innowacyjnych rozwiązań, takich jak zastosowanie wahacza z amortyzatorem hydraulicznym w tylnym zawieszeniu.. W 1961 roku na jednocylindrowym motocyklu Velocette Venom o pojemności skokowej 499 cm3  ustanowiono światowy rekord 24-godzinnej jazdy ze średnią prędkością 100,05 mph (161 km/h). Rekord ten pozostaje do dzisiaj niepobity w klasie motocykli o tej pojemności

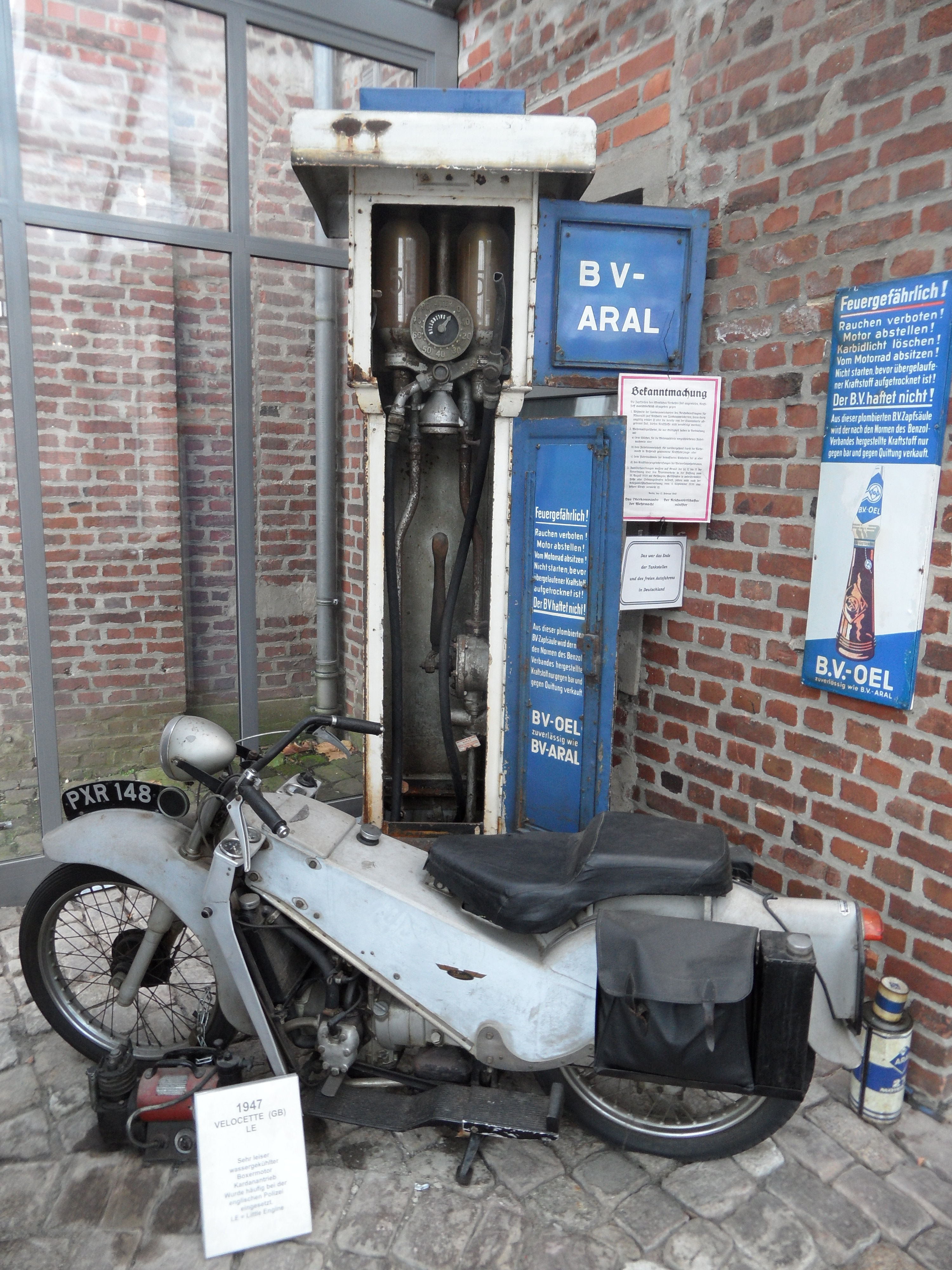
Model Velocette LE 1947 r.